# Björkeröds stenbrott
Björkeröds stenbrott är ett tidigare svenskt stenbrott öster om Glimåkra i Östra Göinge kommun.
I Björkeröds stenbrott bröts diabas mellan 1897 och 1982. Det drevs av A.K. Fernströms Granitindustrier, som också 1901 anlade industrijärnvägen Grisabanan från Björkeröd via stenbrottet i Hägghult till Lönsboda.
Stenbrottet var det största stenbrottet i Östra Göinge och var med ett hundratal anställda på 1930-talet den största arbetsplatsen i Glimåkra kommun.
Kvar idag är ett långsmalt delvis vattenfyllt omkring 70 meter djupt hål på omkring 600 x 150 meter, kantat av höga skrotstenstippar.